# Poesia didascalica

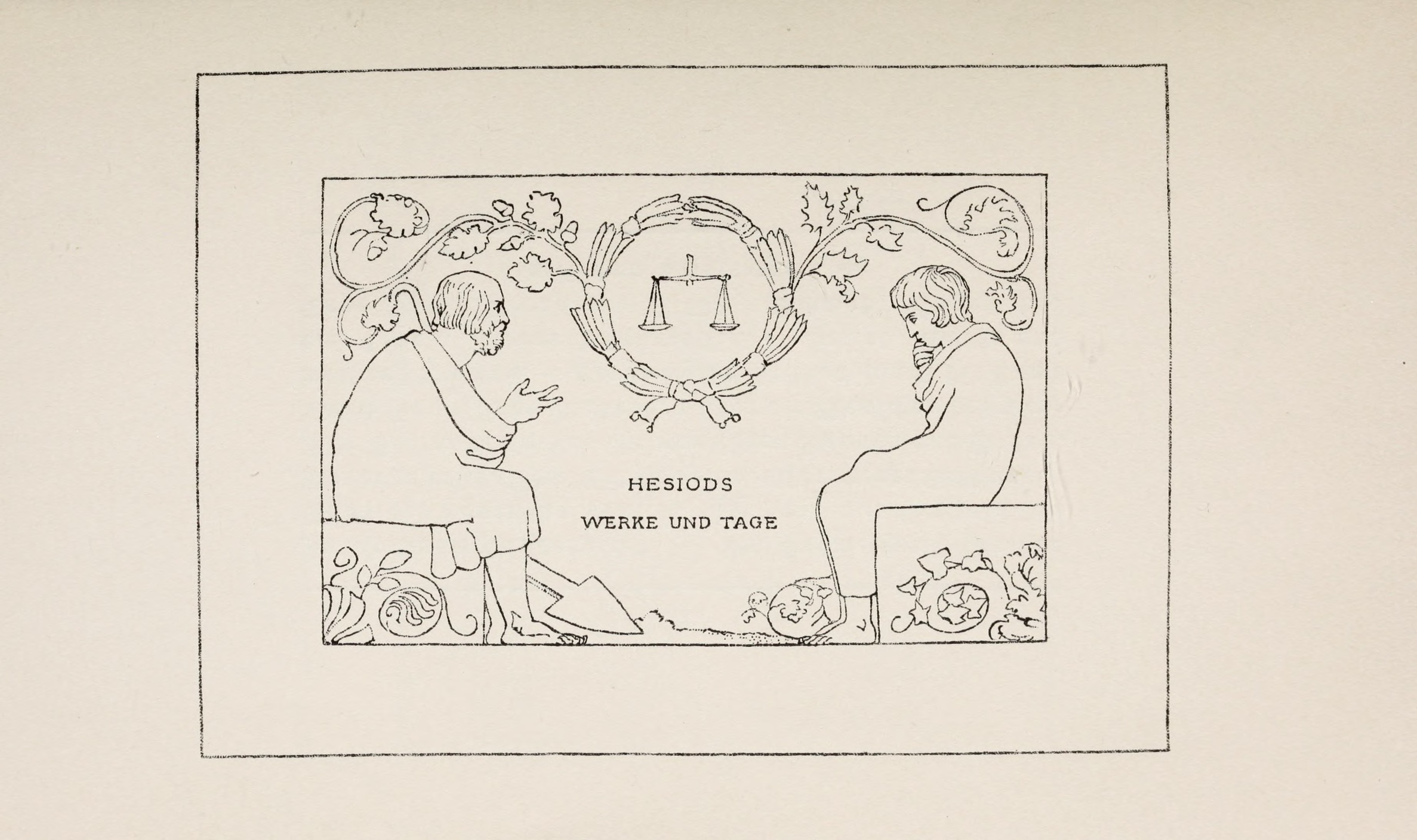
Frontespizio da un'edizione in tedesco de Le opere e i giorni (1910), con disegno di John Flaxman.

La poesia didascalica (o poesia didattica) è un genere letterario che, in forma di poema continuo o di più brevi componimenti metrici (capitoli, epistole), si propone di impartire un insegnamento di vario tipo (scientifico, religioso, morale, filosofico, dottrinale).

## Storia
Il più antico esempio è offerto dalla letteratura greca, costituito da Le opere e i giorni di Esiodo, risalente all'VIII secolo a.C. e contenente una serie di consigli per le opere agricole delle singole stagioni. Nel poema esiodeo s'impartiscono agli uomini consigli pratici per l'attività fondamentale in una comunità agricola.
Il genere fu ripreso in età ellenistica, con Arato di Soli, che compose "I fenomeni" sull'astronomia, e Nicandro di Colofone, autore di "Rimedi contro i veleni" e "Antidoti"; di qui passò letteratura latina, con il De rerum natura, capolavoro di Lucrezio, e le Georgiche di Virgilio, composte intorno al 30 a.C.
La poesia didascalica è presente in maniera copiosa anche nella letteratura italiana da Bonvesin de la Riva e Brunetto Latini a Dante Alighieri, oltre che con il filone-georgico didascalico del '700.

### Il filone georgico-didascalico

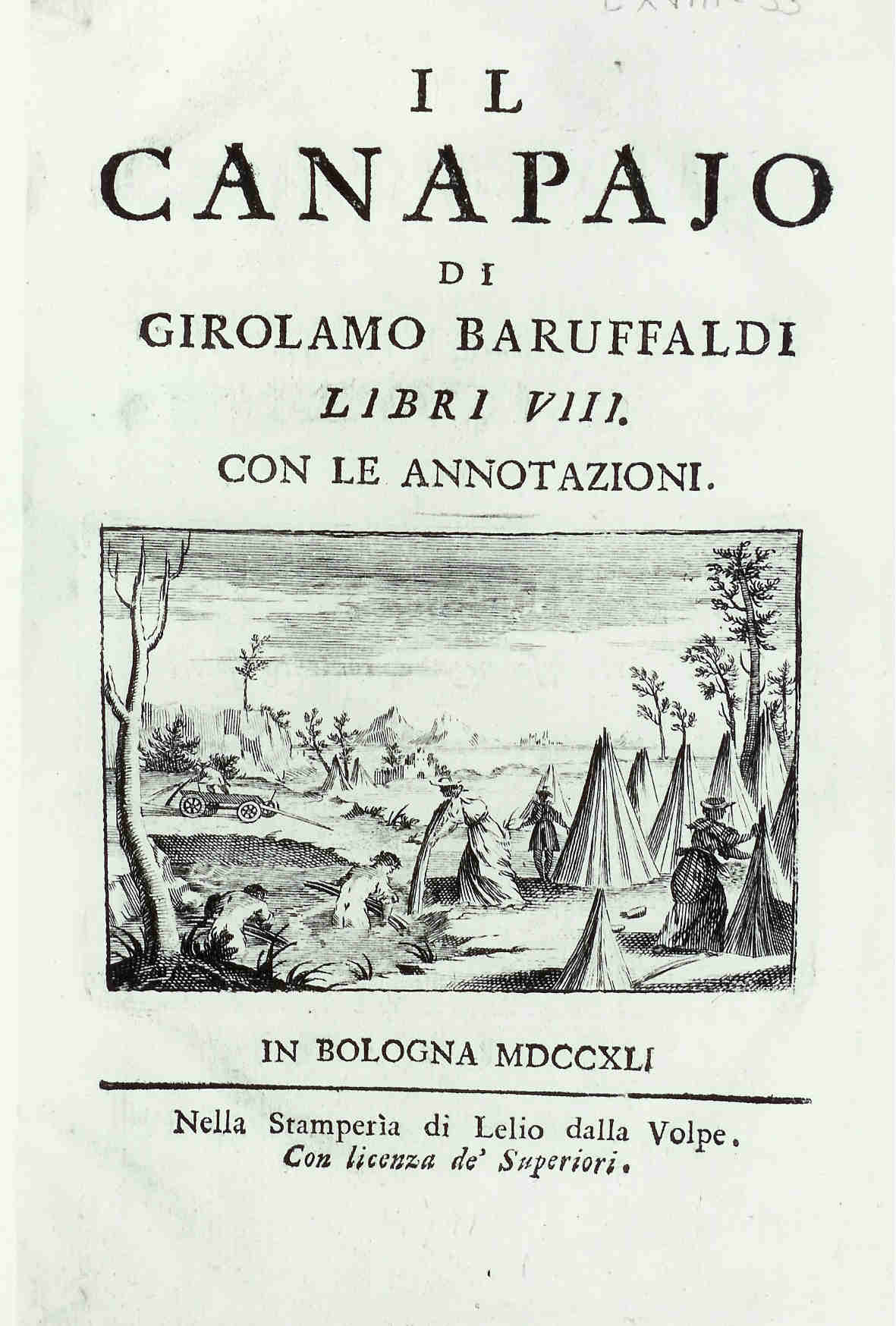
Frontespizio de Il Canapaio di Baruffaldi.

- il Canapaio di Girolamo Baruffaldi;
- il Filugello, di Gianfrancesco Giorgetti;
- il Baco da seta di Zaccaria Betti;
- la Sereide di Alessandro Tesauro;
- La coltivazione del riso di Giambattista Spolverini, di cui scrisse un elogio Ippolito Pindemonte, il quale tuttavia nel dibattito teorico sostenne il carattere solo poetico, e non agronomico, dei componimenti.
- La coltivazione dell'olivo di Cesare Arici.

Collegata al filone georgico-didascalico è anche la Feroniade di Vincenzo Monti, che esalta l'inizio dei lavori di bonifica dell'agro pontino.
Questo genere si esaurisce convenzionalmente con il Romanticismo.